# Tower 115
Tower 115, dawniej Pressburgcentrum lub Presscentrum – budynek w Bratysławie na Słowacji. Znajduje się przy ulicy Pribinovej. Od 2005 roku budynek jest odnawiany.